# Georges Battanchon
Pour les articles homonymes, voir Battanchon.
 (avril 2018).
Georges Battanchon est un écrivain français né le 31 août 1879 à Tlemcen et mort pour la France le 6 novembre 1914 à Heuvelland en Belgique.

## Biographie
Licencié ès lettres, il est poète et auteur dramatique.
Sergent au 13e régiment d'infanterie, il est tué près d’Ypres le 6 novembre 1914 au Mont Kemmel.

## Distinction
Il fait partie des écrivains morts au combat durant la Première Guerre mondiale. Son nom figure parmi les écrivains morts au champ d'honneur, au Panthéon.

## Publications
- Brumes et Reflets, etc., poèmes, Paris, 1920.
- Sur le seuil, pièce en un acte en vers, Paris, Théâtre de l'Œuvre, 9 mai 1911.
- Le Triomphe de Salomé, 1913.